# Distrito de Kirchdorf
Kirchdorf es un distrito del estado de Alta Austria (Austria).

## División administrativa

### Localidades con población (año 2018)
- Edlbach 670
- Grünburg 3840
- Hinterstoder 910
- Inzersdorf im Kremstal 1880
- Kirchdorf an der Krems 4502
- Klaus an der Pyhrnbahn 1063
- Kremsmünster 6585
- Micheldorf in Oberösterreich 5854
- Molln 3653
- Nußbach 2286
- Oberschlierbach 484
- Pettenbach 5272
- Ried im Traunkreis 2739
- Rosenau am Hengstpaß 663
- Roßleithen 1889
- St. Pankraz 362
- Schlierbach 2858
- Spital am Pyhrn 2238
- Steinbach am Ziehberg 828
- Steinbach an der Steyr 2009
- Vorderstoder 810
- Wartberg an der Krems 2993
- Windischgarsten 2392

El distrito de Kirchdorf se divide en 23 municipios.

### Municipios
Barrios, aldeas y otras subdivisiones del municipio se indican con letras pequeñas.
- Edlbach
- Grünburg
- Hinterstoder
- Inzersdorf im Kremstal
- Kirchdorf an der Krems
- Klaus an der Pyhrnbahn
- Kremsmünster
- Micheldorf in Oberösterreich
- Molln
- Nußbach
- Oberschlierbach
- Pettenbach
- Ried im Traunkreis
- Rosenau am Hengstpaß
- Roßleithen
- Schlierbach
- Spital am Pyhrn
- St. Pankraz
- Steinbach am Ziehberg
- Steinbach an der Steyr
- Vorderstoder
- Wartberg an der Krems
- Windischgarsten